# Anny Duperey

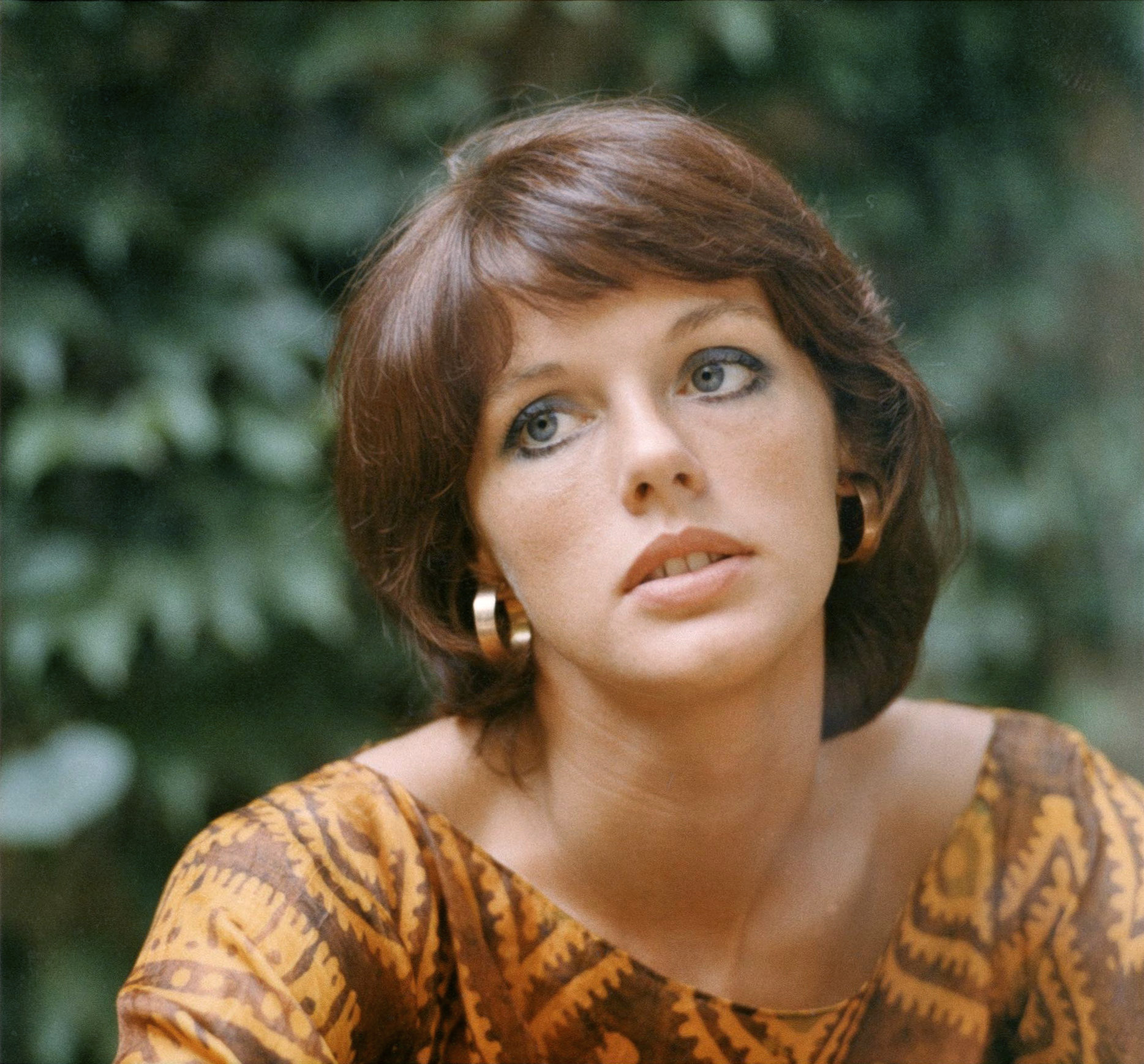
Anny Duperey, 1971.

Anny Duperey, född 28 juni 1947 i Rouen, Frankrike är en fransk skådespelare och författare. Hon har sedan 1967 medverkat i nära 40 franska filmer och många TV-produktioner.
Han har tilldelats två "7 d'Or" ("sjuor i guld") för skådespelarinsatser inom television och nominerades till Césarpriset 1977 för rollen som Charlotte i filmen Åh... dessa karlar! Hon är utnämnd till officer av Hederslegionen för sitt humanitära arbete rörande barn.

## Filmografi, urval
- 1967 – Två eller tre saker jag vet om henne
- 1972 – Les Malheurs d'Alfred
- 1976 – Åh... dessa karlar!
- 1977 – Älskade, dröj hos mig
- 1983 – Les Compères
- 1983 – Le démon dans l'île
- 1993 – Germinal